# Steinbrüche von Montmartre

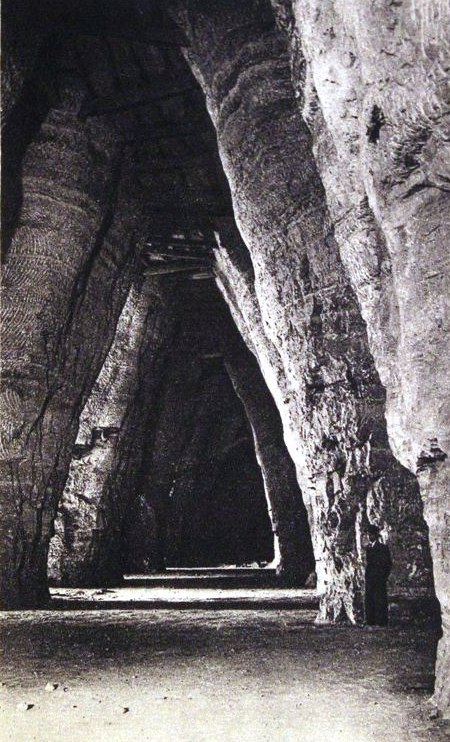
Ausgeräumter Stollen im Steinbruch von Montmartre

Die Steinbrüche von Montmartre (französisch Carrières de Montmartre), deren Gips seit der gallo-romanischen Zeit abgebaut und von den vielen Kalköfen am Montmartre verarbeitet wurde, wurden lange Zeit zur Herstellung des feinsten und bekanntesten Putz sowohl am Bau als auch als Gussformen verwendet. Das Produkt war bekannt als «Plâtre de Paris» oder «Blanc Parisien».

## Geschichte
Am Ende des 19. Jahrhunderts waren die Stollen des Bergwerks mehr als 300 Kilometer lang. Die Ausbeute wurde zum größten Teil in der Hauptstadt verarbeitet, so dass der Spruch galt: „In Paris ist mehr Montmartre als in Montmartre Paris“.
Während der Commune de Paris (1871) wurden die Steinbrüche zur Hinrichtungsstätte und Müllhalde. In der Folgezeit entstand der Friedhof Montmartre und das Quartier des Grandes-Carrières.
Heute sind die Steinbrüche verfüllt oder eingebrochen. Die Einbrüche verursachen Erdbeben, weshalb man versucht, sie vorherzusehen, um Schäden abzuwenden. Das Prinzip ist das gleiche wie bei den Bergrutschen: Man versucht durch Sprengungen Gefahrenstellen zu entschärfen. Diese Maßnahmen wurden ergriffen, als man beschloss, die Gegend zu besiedeln. Trotzdem gibt es noch unzugängige Hohlräume, die in einigen Straßen Erschütterungen und Rutsche verursachen. Das Problem ist seit 1785 bekannt, als die Rue Lepic, die damals noch ein reiner Weg war, abrutschte. 200 Jahre später, in den 1980er Jahren, gehörten die Absenkungen wieder zum Alltag und die Bewohner des Montmartre-Hügels versuchten, die Verwaltung dazu zu bewegen, entsprechende Schutzmaßnahmen zu ergreifen. Im Juli 2018 versank ein Lastwagen in einem Straßenloch, so dass die Pariser Feuerwehr eingreifen musste.

## Bedeutung für die Wissenschaft
In den Steinbrüchen des Montmartre sind immer wieder Fossilien gefunden worden. Vom letzten Viertel des 18. bis zum ersten Viertel des 19. Jahrhunderts spielten einige dieser Fossilien eine sehr wichtige Rolle bei den wissenschaftlichen Erkenntnissen jener Zeit. Als Georges Cuvier (1769–1832) 1795 vom Land nach Paris kam und begann, die Fossilien zu untersuchen, erregten einige, die heute noch im Muséum national d’histoire naturelle aufbewahrt werden, seine besondere Aufmerksamkeit. Zum Beispiel wurden die heute noch als «Bergeronnette de Cuvier» (Palaegithalus cuvieri, ein fossiler Vogel) bezeichneten Sarigue «Sarigue de Montmatre» oder «Sarigue de Cuvier» (Peratherium cuvieri, ein fossiles Beuteltier) oder auch die verschiedenen Exemplare der Gattung Palaeotherium; das alles wurde von Curier verwendet, um zur Grundlagenforschung der vergleichenden Anatomie und Paläontologie beizutragen und damit weltweit auf das Artensterben aufmerksam zu machen.

## In der Literatur
Die Steinbrüche spielen eine Rolle
- in dem Roman Paris von Edward Rutherfurd.
- in dem Comic Marion Duval (Bd. 11, 2001) von Yvan Pommaux.
- in dem Comic Le Sang des cerises (Reisende im Wind, Bd. 8, Buch 1, 2018) von François Bourgeon.

## Weblink
- Gallica: Curiosités du vieux Montmartre. Les carrières à plâtre, Charles Sellier, 1893.